# جبل بلزمة
جبال بلزمة هي سلسلة من الجبال ضمن سلسلة جبال الأوراس في شرق الجزائر، وتقع في ولاية باتنة.

## الجغرافيا
- أعلى قمة فيها هي جبل الرفاعة 2178 م، تليها منطقة جبل توقر («ذروة الارز») على علو 2090 م.وتضم واحدة من أكبر غابات الأرز في البلاد على النحو المبين «سحنة الجافة» في ما يتعلق موقعها وتعرضها لتأثيرات الصحراء (40 كلم خارج جريدة القنطرة).

## التاريخ
- تقع قلعة الإمبراطورية البيزنطية على سفوح جبل بلزمة ويتكون من بقايا حصن القلعة البيزنطية القديمة، هذه القلعة كانت لها وظيفة المراقبة، كان يستخدم بعد سقوط الإمبراطورية من قبل الجيوش الإسلامية التي تلت ذلك لمراقبة المدينة المحيطة بها.

## الحظيرة بلزمة الوطنية
- هي حظيرة تقع في وسط جبال بلزمة تمتاز بخصوبة أرضها وجمال مناظرها مما استدعى السلطات جعلها حظيرة وطنية وتدعى هناك ب«القلعة الطبيعية» مليئة بالسهول والغابات.